# Liphanthus nigriceps
Liphanthus nigriceps är en biart som beskrevs av Vivallo 2008. Liphanthus nigriceps ingår i släktet Liphanthus och familjen grävbin. Inga underarter finns listade i Catalogue of Life.